# Леляківське нафтогазоконденсатне родовище
Леляківське нафтогазоконденсатне родовище — належить до Глинсько-Солохівського газонафтоносного району Східного нафтогазоносного регіону України.

## Опис
Розташоване в Чернігівській області на відстані 8 км від смт Варва поблизу села Леляки.
Знаходиться в північно-західній частині приосьової зони Дніпровсько-Донецької западини.
Підняття виявлене в 1954-61 рр.
Структура є брахіантикліналлю північно-західного простягання, розміри її по ізогіпсі -1760 м 12,4×8,0 м, амплітуда до 120 м.
Поклади нафти пов'язані з масивно-пластовими і пластовими пастками; газові скупчення склепінчасті, пластові, літологічно обмежені. Перший фонтанний приплив нафти дебітом 58,3 т/добу через діафрагму діаметром 7 мм отримано в 1962 р. з пермських відкладів з інт. 1875—1884 м.
Експлуатується з 1964 р. Перша експлуатаційна свердловина (№ 55) мала проектну глибину 2000 м. Режим покладів водонапірний та розчиненого газу. Запаси початкові видобувні категорій А+В+С1 — 52364 тис.т нафти; розчиненого газу — 4360 млн. м³; газу — 963 млн. м³; конденсату — 156 тис. т. Густина дегазованої нафти 815—816 кг/м³. Вміст сірки у нафті 0,23-0,27 мас.%.